# برایان کارولینا
برایان کارولینا (انگلیسی: Brian Carolin؛ زادهٔ ۶ دسامبر ۱۹۳۹) بازیکن فوتبال اهل بریتانیا است.
از باشگاه‌هایی که در آن بازی کرده‌است می‌توان به باشگاه فوتبال بلیث اسپارتانس و باشگاه فوتبال گیتزهد اشاره کرد.